# پادشاه گوانگهه‌گون
پادشاه گوانگ‌هیگون یا شاهزاده گوانگ‌هه (انگلیسی: Gwanghaegun of Joseon) (زاده ۳ ژوئن ۱۵۷۵ - درگذشته ۷ اوت ۱۶۴۱) با نام شخصی یی هون، پانزدهمین پادشاه سلسله چوسان بود. او بر اثر کودتا از مقامش عزل شد. مورخان نام معبدی مانند تاجو یا سون‌جو به او نداده‌اند. او دومین پسر پادشاه پادشاه سون‌جو بود.

## زندگی‌نامه

### تولد و پیش زمینه
گوانگ‌هیگون دومین پسر امپراتور سئونجو بود و مادر وی بانو کیم (یک صیغه سلطنتی) بود در حالی که ملکه «یو این» صاحب فرزند نمی‌شد. پادشاه سئونجو بایستی شاهزاده گوانگ‌هیگون و برادر بزرگ‌تر وی (ایم هائه گون) که فرزند دیگر بانو کیم بود را به میدان نبرد می‌فرستاد تا توانایی رهبری آنها را بسنجد. زمانی که برادر دومی (شاهزاده گوانگ‌هیگون) توانایی رهبری بسیار بالایی را نشان داد، پادشاه سئونجو وی را به عنوان ولیعهد منصوب کرد. وقتی که ژاپن به منظور حمله به مینگ به کره تجاوز کرد، پادشاه به سمت شمال و مرز مینگ فرار کرد و ولیعهد گوانگ‌هیگون در پایتخت ماند و دولت مرکزی را در غیاب پادشاه سرپرستی و نبردهای دفاعی را هدایت نمود. در طول جنگ هفت ساله و بعد از آن وی در حقیقت به عنوان فرمانروای چوسان در نبردها اثرگذار بود و نسبت به بازسازی کشور بعد از جنگ ویرانگر هفت ساله به جای پادشاه سئونجو پیر و ضعیف اهمیت می‌داد. اگر چه در این دوران به اعتبار او افزوده شد اما موقعیت او ناپایدار بود. او یک برادر بزرگتر اما بی کفایت به نام شاهزاده ایم هائه و یک برادر کوچکتر به نام یانگ چانگ داشت که توسط اقلیت حزب شمالی پشتیبانی می‌شد. مرگ ناگهانی شاه سئونجو برای گوانگ‌هیگون مؤثر واقع شد زیرا باعث شد که شانس یانگ چانگ، برای رسیدن به تاج و تخت غیرممکن شود.

#### خشونت اکثریت حزب شمالی
در سراسر دوره چوسان، کره از بعضی جهات تحت نفوذ چین بود و دربار چین با انتصاب گوانگ‌هیگون به عنوان ولیعهد مخالف بود زیرا برادر بزرگ‌تر وی هنوز زنده بوده و از لحاظ قانونی برادر بزرگ‌تر واجد شرایط تر به حساب می‌آمد. سئونجو از دربار چین خواست تا استثنایی قائل شوند و انتخاب گوانگ‌هیگون را به دلیل توانایی‌های ممتاز وی بپذیرند اما چین قبول نکرد. راه حل زمانی خود را نشان داد که ملکه یو این در سال ۱۶۰۰ از دنیا رفت و سئونجو بانو اینموک را ملکه کرد. اینموک در سال ۱۶۰۶ شاهزاده بزرگ یانگ چانگ را بدنیا آورد که اگرچه از برادران خود جوان تر به حساب می‌آمد اما چون مادرش ملکه بود، برای ولیعهدی مناسب به نظر می‌رسید. اما زمانی که سئونجو فهمید زمان زیادی برای زنده ماندن ندارد، مجبور شد تا تصمیم بگیرد. در حالی که شاهزاده یانگ چانگ تنها دو ساله بود و مدت زمانی طول می‌کشید تا بتواند شخصاً حکومت کند، پادشاه سئونجو برای جلوگیری از کنترل کشور توسط نائب السلطنه تصمیم اصلی خود مبنی بر ولیعهدی گوانگ‌هیگون را تکرار کرد. این انتخاب باعث گسستگی در حزب شمالی که بیشترین تأثیر را در دربار داشت شد. در میان آنها تعداد زیادی به تصمیم پادشاه وفادار بودند و تعداد کمی از یانگ چانگ حمایت می‌کردند. قبل از فوت، پادشاه سئونجو از مشاورانش خواست تا سندی سلطنتی بسازند تا در آن اسم گوانگ‌هیگون به عنوان وارث سلطنتی آمده باشد اما «لیو یونگ گیون» از اقلیت‌های حزب شمالی مدرک را پنهان کرد و در صدد انتخاب شاهزاده ایم هائه به عنوان پادشاه برآمد. اما مدرک توسط «جونگ این هونگ» رئیس اکثریت حزب شمالی پیدا شد. لیو سریعاً اعدام شد و ایم هائه گون دستگیر و سال بعد از دنیا رفت. بعد از این اتفاق گوانگ‌هیگون سعی کرد تا مقاماتی با گرایش‌های سیاسی مختلف و افراد محلی صاحب تجربه را به دربار بیاورد اما از این برنامه توسط اکثریت حزب شمالی و افرادی مانند ” یی ایچوم” و”جونگ این هونگ” جلوگیری شد. سپس اکثریت حزب شمالی شروع به عضوگیری از احزاب دیگر مخصوصاً اقلیت حزب شمالی کرد. سرانجام در سال ۱۶۱۳ اکثریت حزب شمالی توجه خود را به شاهزاده یانگ چانگ معطوف کرد. پدر بزرگ وی (کیم جه نام) به جرم خیانت گناه کار شناخته و اعدام گشت. یانگ چانگ نیز تبعید شده و در آنجا به قتل رسید. در سال ۱۶۱۸ اکثریت حزب شمالی در تلاش برای برکناری ملکه اینموک (مادر شاهزاده یانگ چانگ) از مقامش بودند و وی را زندانی کردند. گوانگ‌هیگون قدرتی برای جلوگیری از این اتفاق نداشت، اگر چه وی رئیس رسمی دولت بود.وی خواهری به نام شاهزاده خانم جونگ میونگ( دختر ملکه اینموک)  داشت. 

## دستاوردها
با وجود شهرت او در زمان‌های بعد، او یک سیاستمدار با استعداد و واقع گرا بود. او برای بازسازی کشور و بازگرداندن اسناد تلاش کرد. در طی سلطنت پدرش، شاهزاده گوانگ‌هیگون خودش را به عنوان یک رهبر سیاسی و نظامی مشهور کرد. وی زمانی که پادشاه از میدان جنگ دور بود از اینچئون دفاع و امور کشور را هدایت کرد. علی‌رغم نبردهای حزبی در دربار، استعداد گوانگ‌هیگون به عنوان یک سیاستمدار واقع بین باعث بعضی پیشرفت‌ها در سال‌های اولیه حکومت وی شد. کشور بعد از جنگ طولانی با ژاپن در وضعیت فقر بود و بسیاری از بناها تخریب شده بودند. او برای بازسازی کشور تلاش کرد و از بازسازی مدارک و اسناد حمایت نمود. به عنوان بخشی از بازسازی‌ها وی مالکیت زمین‌ها را تغییر و آنها را به مردم واگذار کرد. او همچنین دستور بازسازی قصر چانگ دوک را به همراه چندین قصر دیگر صادر کرد. او همچنین مسئول معرفی سیستم تعیین هویت”هوپه” بعد از مدت‌ها عدم استفاده بود. در امور سیاست خارجی، وی برای ایجاد تعادل بین مینگ (چین) و منچو (گروهی قدرتمند در چین) تلاش کرد. زمانی که وی فهمید چوسان قادر به رقابت با قدرت نظامی منچو نیست سعی کرد تا روابط دوستانه ای با منچو ایجاد کند، اگرچه امپراتوری چین هنوز تحت کنترل مینگ بود و این مسئله باعث عصبانیت مینگ و کنفسیوس‌های متعصب کره ای شد. اما روابط رو به بحران بین مینگ و منچو وی را مجبور کرد تا ده‌ها هزار نفر سرباز برای کمک به مینگ در سال ۱۶۱۹ بفرستد. اما نبرد «سارهو» با پیروزی بزرگ مانچو به پایان رسید. ژنرال گانگ هونگ ریپ دو سوم از سربازانش را از دست داد و تسلیم «نورهاچی» شد. گوانگ هه شخصاً برای صلح با منچو و جلوگیری از یک جنگ دیگر وارد مذاکره شد. او همچنین در سال ۱۶۰۹ روابط دیپلماتیک با ژاپن را از طریق از سرگیری تجارت با ژاپن و از طریق معاهده گیو احیا کرد و سفرای خود را در سال ۱۶۱۷ به ژاپن فرستاد. در طی دوران سلطنتش او از نشر کتاب‌ها برای تسریع بازسازی کشور حمایت کرد. برای آگاه‌سازی مردم و بازسازی اقتدار کشور کتاب‌های زیادی مانند”دونگ یو بوگام”(کتابی مشهور پزشکی نوشته شده توسط هو جون) در دوران سلطنت وی منتشر شد و او دستور داد که کتاب‌ها در سراسر کشور توزیع شوند. بسیاری از مدارک تاریخی که در خلال جنگ تخریب شده بودند در آن دوران بازنویسی شدند. همچنین، از اقدامات او در امور عمومی اجرای قانون دائه دونگ بود، که به افراد امکان می‌داد مالیات را آسان‌تر پرداخت کنند. با این حال، این قانون فقط در استان گیونگی-دو فعال شد، که در آن زمان بزرگ‌ترین منطقه انباری غله بود و یک قرن طول کشید تا این قانون در سراسر پادشاهی گسترش یابد. در سال ۱۶۱۶، کره ای‌ها برای اولین بار با تنباکو آشنا شدند و به زودی تنباکو توسط بسیاری از اشراف‌زاده‌ها رایج شد.

## عزل و اواخر زندگی

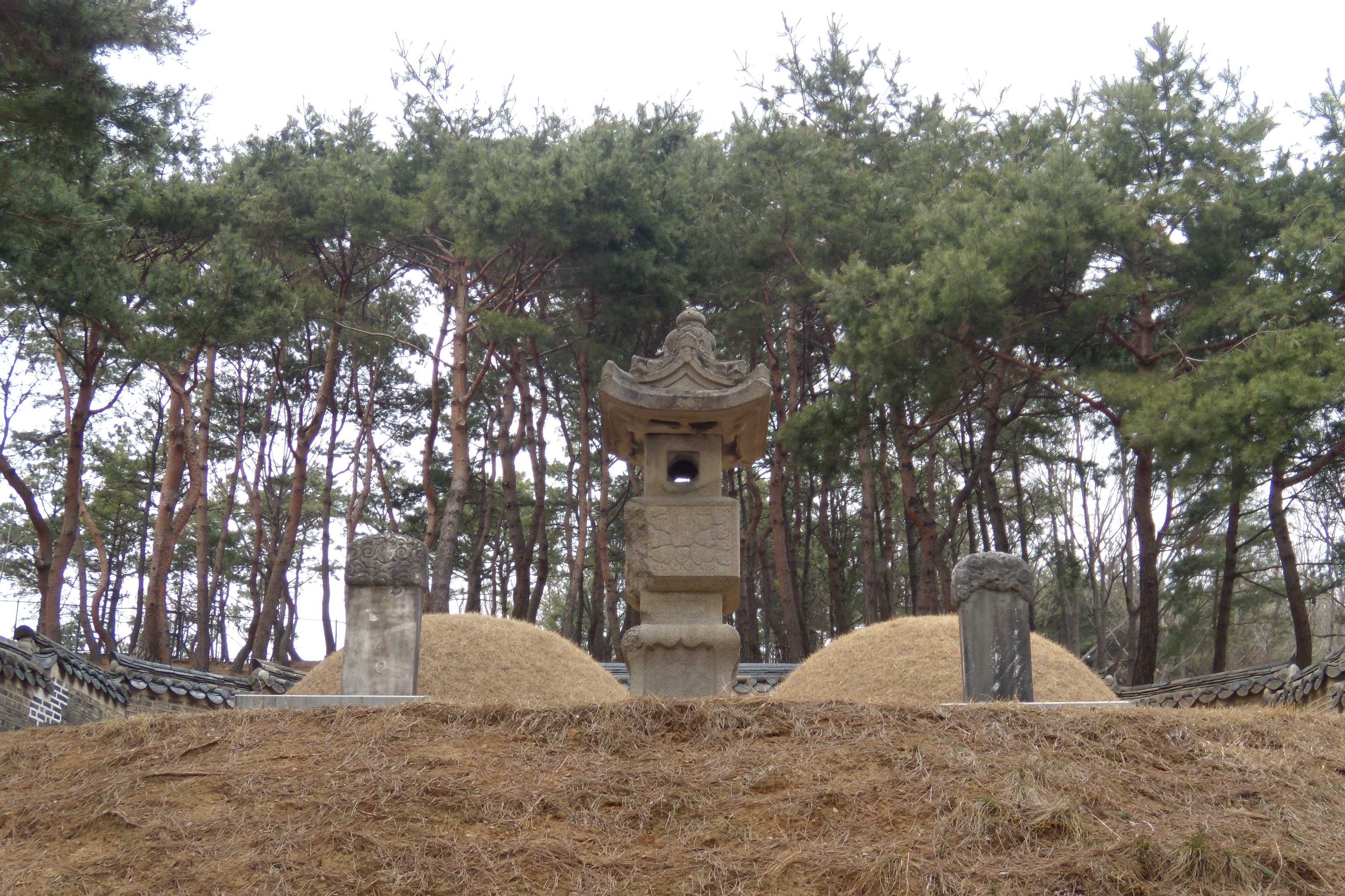
مقبره گوانگ‌هیگون

در سال ۱۶۲۳ حزب غربی با رهبری کیم یو شبانه به قصر چانگ دوک حمله کرد و قصر را آتش زدند، پادشاه گوانگ‌هیگون ابتدا فرار کرد اما او را دستگیر کردند. کودتا سریعاً انجام شد و حزب غربی، حزب شمالی را از قدرت برکنار نمودند. گوانگ‌هیگون ابتدا در جزیره گانگوا و سپس در جزیره ججو زندانی شد و در سال ۱۶۴۱ در آنجا فوت کرد. او به مانند پادشاهان دیگر چوسان مقبره سلطنتی ندارد. جسد وی و بانو ریو در یک مکان نسبتاً پست در منطقه گیونگی سوزانده شد. حزب غربی «نانگ یانگ گون» پسر شاهزاده جونگ وون، یکی از برادران ناتنی گوانگ‌هیگون را به عنوان شانزدهمین امپراتور چوسان و با نام پادشاه اینجو منصوب کردند و سیاست‌هایی به نفع مینگ و علیه منچو در پیش گرفتند که به دو تهاجم نظامی منچو منجر شد.
اگر چه گوانگ‌هیگون یکی از دو پادشاه عزل شده چوسان است که شخصیت و اقدامات آنان مورد بازبینی قرار نگرفته و نام معبدی (یکی دیگر از آنها یئونسانگون) دریافت نکرده، اما بسیاری از مردم او را قربانی فتنه میان جناح‌های سیاسی می‌دانند. با این حال او کارهای شایسته تری برای مراقبت از کشور خود نسبت به پادشاه سابق سئونجو، یا جانشینش پادشاه اینجو انجام داد. در کره جنوبی مدرن، گوانگ‌هیگون به عنوان یک پادشاه دانا در نظر گرفته شده‌است نه یک پادشاه مستبد.

## خانواده
- پدر: سئونجو چوسان (۲۶ نوامبر ۱۵۵۲ – ۱۶ مارس ۱۶۰۸) (조선 선조)
  - پدر بزرگ: یی چو، شاهزاده بزرگ دئوک هانگ (۲ آوریل ۱۵۳۰ – ۱۴ ژوئن ۱۵۵۹) (이초 덕흥대원군)
  - مادر بزرگ: شاهزاده خانم بزرگ هادونگ از قبیله هادونگ جئونگ (۲۳ سپتامبر ۱۵۲۲ – ۲۴ ژوئن ۱۵۶۷) (하동부대부인 정씨)
- مادر: همسر نجیب‌زاده گونگ از قبیله گیم هائه کیم (۱۶ نوامبر ۱۵۵۳ – ۱۳ ژوئن ۱۵۷۷) (공빈 김씨)
  - پدر بزرگ: کیم هی-چئول (۱۵۱۹ – ۱ اوت ۱۵۹۲) (김희철)
  - مادر بزرگ: بانو کووان از قبیله آندونگ کووان (안동 권씨)
  - خواهر : شاهزاده خانم جونگ میونگ
- همسرها و فرزندان:

1. ملکه خلع شده یو از قبیله مونهووا یو (۱۵ اوت ۱۵۷۶ – ۳۱ اکتبر ۱۶۲۳) (폐비 유씨)[۱][۲]
  1. ولیعهد خلع شده یی جی (۳۱ دسامبر ۱۵۹۸ – ۲۲ ژوئیه ۱۶۲۳) (이지 폐세자)
2. همسر سلطنتی سو-یویی از قبیله پاپیونگ یون (? – ۱۴ مارس ۱۶۲۳) (소의 윤씨)[۳]
  1. دختر بدون نام (۱۶۱۹–۱۶۶۴) (옹주)
3. همسر سلطنتی سو-یویی از قبیله هونگ (? – ۱۶۲۳) (소의 홍씨)[۴]
4. همسر سلطنتی سو-یویی از قبیله کووان (숙의 권씨)[۵]
5. همسر سلطنتی سوک-یویی از قبیله یانگ چئونگ هئو (숙의 허씨)[۶]
6. همسر سلطنتی سوک-یویی از قبیله ونجو وون (숙의 원씨)[۷]
7. همسر سلطنتی سو-یونگ از قبیله دونگ نه جئونگ (? – ۱۳ مارس ۱۶۲۳) (소용 정씨)
8. همسر سلطنتی سو-یونگ از قبیله پانگ چان ایم (۱۵۹۸ – ۱۶۲۸) (소용 임씨)[۸]
9. همسر سلطنتی سو-وون از قبیله شین (소원 신씨)[۹]
10. همسر سلطنتی سوک-وون از قبیله هان (숙원 한씨)
11. ندیمه سلطنتی کیم گه-شی (۱۵۸۴ – ۱۶۲۳) (상궁 김씨, 김개시)[۱۰]
12. ندیمه سلطنتی لی (상궁 이씨)
13. ندیمه سلطنتی چوی (상궁 최씨)
14. ندیمه سلطنتی جو (궁인 조씨)
15. ندیمه سلطنتی بایون (궁인 변씨)

## در فرهنگ عامه

### سینما و تلویزیون
- توسط لی این در مجموعه تلویزیونی دریاسالار جاوید یی سون شین ۲۰۰۴-۲۰۰۵ به تصویر کشیده شد.
- توسط جو هی بونگ در سریال تلویزیونی قهرمان در سال ۲۰۰۸ به تصویر کشیده شد.
- لی بیونگ هون در فیلم بالماسکه در سال ۲۰۱۲ به تصویر کشیده شد.
- با بازی لی سانگ یون در سریال تلویزیونی الهه آتش در سال ۲۰۱۳.
- به تصویر کشیده شده توسط این گیو جین در سریال تلویزیونی هور جون، داستان اصلی از شبکه MBN.
- توسط سو این گوک در سریال تلویزیونی چهره پادشاه در سال ۲۰۱۴ به تصویر کشیده شد.
- توسط چا سونگ وون و لی تائه-هوان در سریال تلویزیونی جونگ میونگ در سال ۲۰۱۵ از شبکه MBC به تصویر کشیده شده است.
- توسط نو یونگ-هاک در مجموعه تلویزیونی الهه آتش (نسخه جوان) ۲۰۱۳ و مجموعه تلویزیونی جینگبیروک: خاطرات جنگ ایمجین ۲۰۱۵، به تصویر کشیده شده است.
- توسط یئو جین-گو در فیلم ۲۰۱۷ جنگجویان سپیده‌دم و سریال تلویزیونی دلقک تاجدار ۲۰۱۹ به تصویر کشیده شده است.
- به تصویر کشیده شده توسط جونگ جون هو در سریال تلویزیونی افسانه نوکدو ۲۰۱۹.
- با بازی جانگ هیون سونگ در فیلم شمشیرزن محصول ۲۰۲۰.
- به تصویر کشیده شده توسط کیم ته-وو در سریال تلویزیونی ۲۰۲۱ MBN بوسام: سرنوشت را بدزد .